# Hell's Kitchen: Cozinha sob Pressão
Hell's Kitchen: Cozinha sob Pressão foi um talent show de culinária brasileiro exibido pelo SBT e pela TLC Brasil. É baseado no formato original Hell's Kitchen exibido pela ITV no Reino Unido. Tendo como apresentador das três primeiras temporadas, o chef Carlos Bertolazzi, a quarta temporada contou com a apresentação de Danielle Dahoui.
A primeira temporada estreou em 11 de outubro de 2014 e terminou em 10 de janeiro de 2015. O vencedor foi Arthur Sauer e em segundo lugar por Beatriz Buessio. Foi exibida na faixa das 18h30, logo após o Programa Raul Gil.
A segunda temporada estreou em 25 de abril de 2015 e terminou em 18 de julho de 2015. O vencedor foi Filipe Santos e em segundo lugar por Hugo Grassi. Foi exibida em um novo horário: 21h30, sendo substituída pela primeira temporada de Bake Off Brasil.
A  terceira temporada estreou em 31 de outubro de 2015 substituindo Bake Off Brasil e terminou em 30 de janeiro de 2016, sendo substituída por BBQ Brasil. O vencedor foi Rodrigo Schweitzer, em segundo lugar por Bruno Pelisson e terceiro lugar por Mariana Pelozio.
A 4.ª temporada do programa iniciou em 3 de setembro de 2016. Com o sucesso do programa Bake Off Brasil, a emissora exibidora do formato, anunciou a troca do comando da atração. A vencedora foi Cris Mota, em segundo lugar por Maílson da Silva e terceiro lugar por Gabriel Menezes.
A quinta temporada do Hell's Kitchen: Cozinha sob Pressão tinha sido confirmada na programação do SBT em 2017, mas a emissora e a produtora desistiram da ideia.

## Formato
A versão brasileira do Hell's Kitchen segue o formato da versão britânica embora o show seja gravado e não haja participação do público na eliminação dos chefs. Cada temporada traz dezesseis aspirantes a chefs de cozinha, que ficam hospedados em um hotel. Os participantes são divididos em duas equipes, a equipe azul e a vermelha e recebem uma dólmã com rótulos que indicam a cor da equipe. A partir daí, se inicia a competição entre essas equipes, que não poderão serem remanejadas, até que apenas sete chefs permaneçam, onde esses serão redistribuídos em um único time vestindo dólmãs com marcas pretas, tendo que, agora competir individualmente pela chance de ser um dos dois finalistas.
Cada episódio inclui, normalmente, um desafio de servir um jantar, e logo após um chef é eliminado do jogo. As equipes ou individualmente são desafiados a cozinhar algo determinado por Danielle Dahoui. Os desafios são variados, como a preparação de ingredientes, de refeições, testes de sabor, entre outro desafios. O primeiro desafio da temporada é um prato que define o chef, ou seja um Cook-off (prato livre), dando a oportunidade de mostrar a Dahoui sua especialidade.
Danielle Dahoui também comanda dois subchefs que lhe ajudarão a colocar pressão nas duas equipes (Vermelha e Azul), são eles: Zi Saldanha, produtor de grandes eventos gastronômicos, e Gilda Bley, que passou pelo renomado “The Culinary Institute of America – CIA” e é sócia de escola de gastronomia.
A terceira temporada, que estreou  no dia 31 de outubro de 2015 mudou de nome, para Hell's Kitchen: Cozinha sob Pressão. O programa seguirá o formato original da versão britânica, incluindo o nome Hell's Kitchen.

## Exibição
| Temporada | Temporada        | Episódios | Exibição original     | Exibição original      |
| Temporada | Temporada        | Episódios | Estreia da temporada  | Final da temporada     |
| --------- | ---------------- | --------- | --------------------- | ---------------------- |
|           | Hell's Kitchen 1 | 13        | 11 de outubro de 2014 | 10 de janeiro de 2015  |
|           | Hell's Kitchen 2 | 13        | 25 de abril de 2015   | 18 de julho de 2015    |
|           | Hell's Kitchen 3 | 14        | 31 de outubro de 2015 | 30 de janeiro de 2016  |
|           | Hell's Kitchen 4 | 15        | 3 de setembro de 2016 | 17 de dezembro de 2016 |

## Apresentação
| Apresentador(a)   | Temporadas | Temporadas | Temporadas | Temporadas |
| Apresentador(a)   | 1          | 2          | 3          | 4          |
| ----------------- | ---------- | ---------- | ---------- | ---------- |
| Carlos Bertolazzi |            |            |            |            |
| Danielle Dahoui   |            |            |            |            |

## Participantes
| Temporada        | Estreia               | Final                  | Vencedor(a)        | 2º Lugar         | Outros participantes em ordem de eliminação | Total de participantes |
| ---------------- | --------------------- | ---------------------- | ------------------ | ---------------- | --- | ---------------------- |
| Hell's Kitchen 1 | 11 de outubro de 2014 | 10 de janeiro de 2015  | Arthur Sauer       | Beatriz Buessio  | Manoela Leão • Francisco Oliveira • Fabrício Guerreiro • Lilian Carvalho • Ronaldo Schüller • Diego Gimenez • Marcel Bernardi • Samara Martins • Derileusa Rosa • Marcelo Oliveira • Daniele Rocco • Caroline Chloé                                                                                        | 14                     |
| Hell's Kitchen 2 | 25 de abril de 2015   | 18 de julho de 2015    | Filipe Santos      | Hugo Grassi      | Nathália Vergili • Esther Magalhães • Mário Amorim • Igor Martins • Marcos Nery • Marja Akina • Luciana González • Paulo Sabino • Rafael Carvalho • Pedro Mirabile • Déborah Sisti • Daniela Malavasi • Kátia Xavier • Gabriela Preisegalavicius                                                           | 16                     |
| Hell's Kitchen 3 | 31 de outubro de 2015 | 30 de janeiro de 2016  | Rodrigo Schweitzer | Bruno Pelisson   | Thiago Quadros • Ana Gabriela Bombonatto • Vanessa Baumgratz • Julio Ritta • Leonardo Paiva "Léo" • Valdicéia Santos • Ana Paglioni • Adriana Sayuri Onari • José Maria Pereira "Zé" • Carey Ann Evans • Isabella Durante • Renan Bastos • Diego Nascimento • Mariana Pelozio                              | 16                     |
| Hell's Kitchen 4 | 3 de setembro de 2016 | 17 de dezembro de 2016 | Cris Mota          | Maílson da Silva | Marco Ungaro • Ludmyla Lôbo • Borianka Stamenova • Ana Cláudia Galotta • Bantu • Keyla Marcelino • Ana Cristina Galotta • Augusto Caniato • Bárbara Ramos • JP Vasconcellos • Janaína Barrozo • Daniel • Diogo Schneider • Flora Reginatto • Lelo Rosa • Vick Stocovick • Grace Trankels • Gabriel Menezes | 20                     |

## Audiência
Todos os números estão em pontos e fornecido pelo IBOPE.
| Temporada | Horário       | Episódios | Estreia               | Estreia   | Final                  | Final     | Média-geral (em pontos do IBOPE) |
| Temporada | Horário       | Episódios | Data                  | Audiência | Data                   | Audiência | Média-geral (em pontos do IBOPE) |
| --------- | ------------- | --------- | --------------------- | --------- | ---------------------- | --------- | -------------------------------- |
| 1         | Sábado, 18:30 | 13        | 11 de outubro de 2014 | 5,2       | 10 de janeiro de 2015  | 4,2       | 4,8                              |
| 2         | Sábado, 21:30 | 13        | 25 de abril de 2015   | 5,1       | 18 de julho de 2015    | 7,2       | 6,2                              |
| 3         | Sábado, 21:30 | 14        | 31 de outubro de 2015 | 6,1       | 30 de janeiro de 2016  | 5,3       | 6,1                              |
| 4         | Sábado, 21:30 | 15        | 3 de setembro de 2016 | 8,4       | 17 de dezembro de 2016 | 6,6       | 7,1                              |

*Convém ressaltar que, em 2015, 1 ponto no Ibope na Grande São Paulo equivalia a 67 113 lares, enquanto que, em 2016, passou a valer 69 417 casas na capital paulista. O aumento percentual é de 3,4%; se considerado nas pontuações de audiência referentes aos episódios exibidos em 2016 (10 a 14), a média geral do programa chega a 6,2; empatando tecnicamente com a segunda edição.